# Carlo Pisacane (actor)
Carlo Pisacane (Nápoles, 2 de febrero de 1889-Roma, 9 de junio de 1974) fue un actor italiano.

## Biografía
Carlo debutó muy joven, en películas mudas y en pequeños papeles de filmes de la directora Elvira Notari, contabilizándose un total de más de setenta películas en su carrera, destacando los géneros de comedia y spaghetti western. Su figura delgada y su apariencia derrotada marcaron la mayor parte de sus papeles fílmicos.
En 1946 participó en Paisà de Roberto Rossellini, pero el papel que lo catapultó a la fama fue el de «Capannelle» de la película I soliti ignoti (1958) de Mario Monicelli. A partir de ese momento sería conocido más por el sobrenombre de Capannelle que por su propio nombre, lo que hizo que a finales de los años 60 apareciera en los títulos de crédito con su pseudónimo.
Es destacable también su papel de padre de Otelo en Il vigile, de Luigi Zampa (1960) una de las películas cómicas más exitosas de Alberto Sordi.
La última película de su carrera fue Fratello sole, sorella luna, de Franco Zeffirelli, de 1972. Carlo falleció dos años después en la ciudad de Roma.

## Filmografía (selección)
- La bella mugnaia (1955)
- Un ángel pasó por Brooklyn (1957)
- I soliti ignoti (1958)
- El Lazarillo de Tormes (1959)
- Il vigile (1960)
- Los dinamiteros (1964)
- Veneri in collegio (1965)
- L'armata Brancaleone (1966)
- La bisbetica domata (1967)
- Da uomo a uomo (1967)
- I clowns (1970)
- Fratello Sole, sorella Luna (1972)